# عبد الكريم الكندري
عبد الكريم الكندري (27 يناير 1981 - )؛ نائب في مجلس الأمة الكويتي، شارك في انتخابات مجلس الأمة الكويتي 2013 للمرة الأولى في الدائرة الثالثة وحصل على المركز العاشر فيها برصيد 1,424 صوت، ولكنهُ قدم استقالته قبل انتهاء مدة المجلس بسبب عدم تعاون الحكومة. وفي انتخابات مجلس الأمة الكويتي 2016 فقد حصل على المركز الرابع في نفس الدائرة برصيد 3,325 صوت. وشارك في انتخابات مجلس الأمة الكويتي 2020 وحصل على المركز الأول في الدائرة الثالثة برصيد 5,585 صوت.

## عمله البرلماني
اللجان البرلمانية المشارك بها:
رئيس لجنة الشؤون الخارجية
- لجنة تنمية الموارد البشرية الوطنية.
- لجنة المرأة والأسرة.
- لجنة الدفاع عن حقوق الإنسان.
- لجنة الرد على الخطاب الأميري.
- لجنة الشؤون التشريعية والقانونية.
- لجنة التعليم والثقافة والشؤون التوجيهية.

## أبرز مواقفه في مجلس الأمة

### مجلس الأمة 2016
| استجواب الوزيرة هند الصبيح (يناير 2018)                  | مع الاستجواب |
| استجواب الوزير بخيت الرشيدي (2018)                       | مع الاستجواب |
| استجواب الوزيرة هند الصبيح (مايو 2018)                   | مع الاستجواب |
| استجواب الوزير خالد الروضان (2019)                       | مع الاستجواب |
| استجواب الوزير محمد الجبري (2019)                        | مع الاستجواب |
| استجواب الوزير نايف الحجرف (2019)                        | مع الاستجواب |
| استجواب الوزير براك الشيتان (2020)                       | ضد الاستجواب |
| استجواب الوزير أنس الصالح (أغسطس 2020)                   | مع الاستجواب |
| استجواب الوزير سعود هلال الحربي (أغسطس 2020)             | مع الاستجواب |
| استجواب الوزير سعود هلال الحربي (سبتمبر 2020)            | مع الاستجواب |
| استجواب الوزير أنس الصالح (سبتمبر 2020)                  | مع الاستجواب |
| تصويت فتح باب ما يستجد من أعمال (تعديل النظام الانتخابي) | موافق        |

### مجلس الأمة 2020
قدم عبد الكريم الكندري استجوابًا واحدًا إلى وزير الداخلية آنذاك ثامر علي الصباح بالتعاون مع النائبين خالد مؤنس العتيبي وثامر السويط من 7 محاور وهي: مصادرة حق الاجتماع الذي نص علية الدستور، الإنتقائية في تطبيق القوانين، تعسف أجهزة وزارة الداخلية مع عديمي الجنسية، القرارات التنفيعية المنتهكة لمبادئ المساواة وتكافؤ الفرص، الفشل بضبط الانفلات المروري وتصاعد معدلات الجرائم والعنف بالمجتمع، إخفاق في معالجة الخلل بالتركيبة السكانية، عدم الرد على الأسئلة البرلمانية.
| استجواب الوزير حمد جابر العلي (يناير 2022)    | مع الاستجواب |
| استجواب الوزير أحمد ناصر الصباح (فبراير 2022) | مع الاستجواب |
| استجواب الوزير علي حسين الموسى (مارس 2022)    | مع الاستجواب |